# Stiegelburg (Rothaargebirge)
Die Stiegelburg bei Lahnhof im Kreis Siegen-Wittgenstein, Nordrhein-Westfalen ist ein 641 m ü. NHN hoher Berg im Rothaargebirge.

## Geographie

### Lage
Die Stiegelburg erhebt sich im Südteil des Rothaargebirges im Naturpark Sauerland-Rothaargebirge etwas südlich der halben Luftlinie zwischen Netphen im Westnordwesten und Bad Laasphe im Ostnordosten. Ihr Gipfel liegt rund 3,4 km südsüdwestlich von Großenbach (Stadtteil von Bad Laasphe) sowie 2,7 km südöstlich von Walpersdorf und 2,5 km nordöstlich von Werthenbach (Stadtteile von Netphen). Nordöstlich der Gipfelregion liegt mit Lahnhof ein Ortsteil des Netphener Stadtteils Nenkersdorf. Vom Gipfel zieht sich südwestwärts der Lahnhofsrücken bis nach Werthenbach. Die Stiegelburg ist bewaldet, obgleich sich von ihrem Gipfel bis hin zum nordöstlich benachbarten Lahnkopf (624,6 m) eine den Lahnhof einschließende Freifläche mit Feldern und Wiesen ausbreitet; derzeit (2020) ist der Gipfel auch nach Südosten gerodet (siehe Bild).
Etwa 30 m nordwestlich eines auf der Deutschen Grundkarte mit 637,8 m angegebenen Gipfelpunktes befindet sich ein Wasserbehälter (⊙), auf der Grundkarte mit 640,9 m vermerkt. Auf amtlichen topographischen Karten ist inzwischen die Stiegelburg mit 641,0 m verzeichnet.

### Naturräumliche Zuordnung
In der naturräumlichen Gliederung auf Blatt 124 Siegen wurde die Eisenstraße als noch im Rothaargebirge liegende Grenze zum naturräumlichen Siegerland gewählt. Danach stünden der Stiegelburggipfel und die westlichen Bergteile innerhalb der naturräumlichen Haupteinheitengruppe Süderbergland (Nr. 33) knapp in der Haupteinheit Siegerland (331) und der Untereinheit Siegerländer Rothaar-Vorhöhen (Siegquellbergland; 331.2), während die östlichen Bergteile nebst Ederkopf in der Haupteinheit Rothaargebirge (mit Hochsauerland) (333) und der Untereinheit Dill-Lahn-Eder-Quellgebiet (333.0) zum Naturraum Ederkopf-Lahnkopf-Rücken (333.01) zählten. Man wird jedoch den Gipfel der Stiegelburg eher als noch zugehörigen Eckpfeiler des Ederkopf-Lahnkopf-Rückens ansehen.

### Wasserscheide, Lahnquelle und Fließgewässer
Die Nachbarberge Stiegelburg und Lahnkopf liegen auf der Wasserscheide zwischen Lahn und Sieg. Das Wasser eines rund 800 m langen Bachs, der etwas nördlich des Lahnkopfs entspringt und an der Rehbachswiese vorbeifließt, erreicht durch die Lahn den Rhein. Dementgegen fließt jenes des Werthenbachs (auch Lützelbach genannt), der an der Stiegelburg-Südflanke entspringt, durch die Sieg in den Rhein.
Rund 430 m nordöstlich des Berggipfels und knapp 500 m südsüdwestlich von jenem der Nachbarerhebung Lahnkopf, wo der Weiler Lahnhof liegt, befindet sich die Lahnquelle als Ursprung der Lahn. Beim ehemaligen Forsthaus Lahnhof (heute Hotel und Restaurant) entfließt sie dem zwischen Bäumen befindlichen Quellteich Lahntopf (603 m).
Zu den Nachbarquellen der Lahn gehören die Siegquelle, die sich rund 3 km weiter nördlich befindet, und die Ederquelle, die etwa 5 km in Richtung Nordnordwesten am Ederkopf liegt.

## Schutzgebiete
Die Stiegelburg liegt im Landschaftsschutzgebiet Gemeinde Netphen (CDDA-Nr. 321048; 1987 ausgewiesen; 117,6 km² groß). Östlich der Gipfelregion breitet sich das Fauna-Flora-Habitat-Gebiet Rothaarkamm und Wiesentäler (FFH-Nr. 5015-301; 34,46 km²) aus.

## Verkehr und Wandern
Über die Hochlagen der Nachbarberge Stiegelburg und Lahnkopf führt zwischen Großenbach im Norden und Hainchen im Südsüdwesten die Eisenstraße des Rothaargebirges, die sich dort die Strecke mit der Landesstraße 722 teilt. Am Lahntopf kreuzt diese Straße, die direkt oberhalb des Quellteichs auf 605,6 m Höhe liegt, und den parallel dazu verlaufenden Rothaarsteig der Europäische Fernwanderweg E1.